# 주앙 니콜라우
주앙 니콜라우(포르투갈어: João Nicolau, 1975년–)는 포르투갈의 영화 감독이다.

## 작품 활동
- 1999년 《Calado Não Dá》
- 2006년 《맹금》
- 2009년 《Canção de Amor e Saúde》
- 2010년 《검과 장미》
- 2012년 《O Dom das Lágrimas》
- 2013년 《와일드 해기스》
- 2015년 《존 프롬》
- 2016년 《No Trilho dos Naturalistas - Moçambique》